# بانک ملی لیختنشتاین
بانک ملی لیختنشتاین (انگلیسی: National Bank of Liechtenstein) شرکت خدمات مالی و بانکداری لیختن‌اشتاینی است، که در سال ۱۸۶۱ تأسیس شد.